# Батл-Плейн (тауншип, Миннесота)
Батл-Плейн (англ. Battle Plain) — тауншип в округе Рок, Миннесота, США. На 2000 год его население составило 233 человека.

## География
По данным Бюро переписи населения США площадь тауншипа составляет 94,1 км², из которых 94,1 км² занимает суша, a вода составляет 0,03 %.

## Демография
По данным переписи населения 2000 года здесь находились 233 человека, 78 домохозяйств и 64 семьи.  Плотность населения —  2,5 чел./км².  На территории тауншипа расположено 83 постройки со средней плотностью 0,9 построек на один квадратный километр. Расовый состав населения: 100,00 % белых.
Из 78 домохозяйств в 38,5 % воспитывались дети до 18 лет, в 80,8 % проживали супружеские пары и в 16,7 % домохозяйств проживали несемейные люди. 15,4 % домохозяйств состояли из одного человека, при том 3,8 % из — одиноких пожилых людей старше 65 лет. Средний размер домохозяйства — 2,99, а семьи — 3,34 человека.
33,5 % населения — младше 18 лет, 6,9 % — в возрасте от 18 до 24 лет, 27,5 % — от 25 до 44, 24,5 % — от 45 до 64, и 7,7 % — старше 65 лет. Средний возраст — 36 лет. На каждые 100 женщин приходилось 130,7 мужчин.  На каждые 100 женщин старше 18 приходилось 118,3 мужчин.
Средний годовой доход домохозяйства составлял 38 500 долларов, а средний годовой доход семьи —  40 833 доллара. Средний доход мужчин —  25 781  доллар, в то время как у женщин — 17 500. Доход на душу населения составил 13 693 доллара. За чертой бедности находились 5,4 % семей и 8,9 % всего населения тауншипа, из которых 18,5 % младше 18 лет.